# Qingshan (köpinghuvudort i Kina, Jiangsu Sheng, lat 32,25, long 119,07)
Qingshan (kinesiska: 青山, 青山镇) är en köpinghuvudort i Kina. Den ligger i provinsen Jiangsu, i den östra delen av landet, omkring 33 kilometer nordost om provinshuvudstaden Nanjing. Antalet invånare är 28 927. Befolkningen består av 14 769 kvinnor och 14 158 män. Barn under 15 år utgör 10,0 %, vuxna 15-64 år 78 %, och äldre över 65 år 11,0 %.
Runt Qingshan är det tätbefolkat, med 476 invånare per kvadratkilometer. Närmaste större samhälle är Zhenzhou, 9,6 km öster om Qingshan. Trakten runt Qingshan består till största delen av jordbruksmark.
Genomsnittlig årsnederbörd är 1 277 millimeter. Den regnigaste månaden är juli, med i genomsnitt 262 mm nederbörd, och den torraste är december, med 31 mm nederbörd.